# جوزيف ويلوبي
جوزيف ويلوبي (7 نوفمبر 1874 - 11 مارس 1952) (بالإنجليزية: Joseph Willoughby)‏ هو لاعب كريكت جنوب أفريقي. شارك مع منتخب جنوب أفريقيا الوطني للكريكت.

## وصلات خارجية
- جوزيف ويلوبي على موقع إي آس بي آن كريك إنفو (الإنجليزية)